# 美保通信所
美保通信所とは、鳥取県境港市にある防衛省の電波傍受施設である。通称は象の檻。

## 概要
大型円形アンテナのほか、32本のアンテナがある。
傍受している内容は、アメリカ軍への情報提供も行う。